# Петер Фабуш
Петер Фабуш (словац. Peter Fabuš; народився 15 липня 1979 у м. Ілава, ЧССР) — словацький хокеїст, центральний нападник.
Вихованець хокейної школи «Спартака» (Дубниця). Виступав за «Спартак» (Дубниця), МсХК «Жиліна», «Дукла» (Тренчин), «Спрингфілд Фелконс» (АХЛ), СХК «37 П'єштяни», «Мора», «Тржинець», «Пльзень», БК «Млада-Болеслав», «Кошице», «Неман» (Гродно, Білорусь), «Іртиш» (Павлодар, Казахстан), «Чіксереда» (Румунія), ГКС (Ястшембє-Здруй, Польща), «Галл Піратес» (Велика Британія), МХК Дубниця.
У складі національної збірної Словаччини провів 46 матчів (7 голів); учасник чемпіонату світу 2008.
Чемпіон Словаччини (2004, 2011), срібний призер (2001).